# Fuad Nimani
Fuad Nimani (ur. 1948 w Szkodrze, zm. 25 kwietnia 2012 w Ulcinju) – burmistrz Ulcinja w latach 2001–2006, minister praw człowieka i mniejszości w latach 2006–2009.

## Życiorys
Ukończył studia matematyczne na Uniwersytecie w Prisztinie.
Był wiceprzewodniczącym, a następnie przewodniczącym Demokratycznej Unii Albańczyków. W latach 2001–2006 był burmistrzem Ulcinja, następnie w latach 2006–2009 był ministrem praw człowieka i mniejszości.
Zmarł dnia 25 kwietnia 2012 roku w Ulcinju.